# Michael Tieber
Michael Tieber (ur. 4 września 1988 roku w Weiz) – austriacki piłkarz występujący na pozycji napastnika. Wychowanek SC Weiz, od 2015 roku jest zawodnikiem klubu SV Lafnitz.